# Violence en droit civil français
Ne doit pas être confondu avec Violences en droit pénal français.
Pour les articles homonymes, voir Violence (homonymie).
En droit civil français, la violence est une contrainte exercée sur un contractant en vue d’obtenir de celui-ci un consentement forcé. Le vice de violence est posé par l’article 1130 du Code civil français, qui parle d’un consentement « extorqué » par violence.
La jurisprudence admet deux sortes de contraintes, s'agissant d'une violence en droit des obligations :
- une contrainte physique, quand physiquement l'auteur de la violence force le contractant à signer le contrat ;
- une contrainte morale, par l’intermédiaire de menaces qui font pression sur la personne, ou sur son entourage.

Comme le dol, la notion de violence est ambivalente, car elle désigne à la fois le vice du consentement et le délit.

## La violence, vice du consentement
En tant que vice du consentement, la violence doit d’abord avoir été déterminante du consentement. En revanche, l’origine de la violence est indifférente.

### Les éléments constitutifs de la violence

#### L'élément matériel
La violence peut se traduire par une menace physique ou morale et peut concerner le cocontractant lui-même ou ses proches (Article 1140 du Code civil). Une pression psychologique suffit en théorie, mais elle est plus difficile à prouver : il n’y a pas de traces matérielles. On pourra la prouver lorsqu’un contrat est déséquilibré, mais ce n’est qu’un indice. Néanmoins, des espèces peuvent faire état d'une violence psychologique :
- 1999 : un avocat avait triplé le montant de ses honoraires la veille de l’audience. La Cour de cassation a relevé le motif que la signature a été extorquée au client, alors qu’il était en pleine dépression.
- 1999 : la Cour de cassation a annulé un contrat de vente, car il y avait eu violence de la part d’un mouvement sectaire.

#### Le caractère déterminant provoquant un sentiment de crainte
La violence doit avoir déterminé le cocontractant à consentir. Ce caractère déterminant est défini à l’ancien article 1112 du Code civil :

« Il y a violence lorsqu'elle est de nature à faire impression sur une personne raisonnable, et qu'elle peut lui inspirer la crainte d'exposer sa personne ou sa fortune à un mal considérable et présent.
On a égard, en cette matière, à l'âge, au sexe et à la condition des personnes. »

Pour apprécier cette gravité de la violence, on a le choix entre une appréciation dite in abstracto et une autre dite in concreto.
Une appréciation in abstracto, sans se référer à la personne victime, mais en se situant dans le cas du comportement qu'aurait adopté une personne raisonnable (« bon père de famille ») permettrait de maintenir une plus grande sécurité juridique, en évitant que des prétendues victimes fassent étalage de faiblesses qui ne sont pas réelles. L’article 1112 en son premier alinéa fait référence à la notion de personne raisonnable : une interprétation stricte amènerait donc à une interprétation in abstracto.
Au contraire, une appréciation in concreto, en prenant en considération la personne qui serait victime d'une violence, permettrait au contraire de protéger très efficacement les personnes dans la liberté de leur consentement. Ici, l’alinéa 2 de l'article 1112 indique que le juge doit tenir compte l’âge, le sexe et la condition des personnes : il doit prendre en compte les spécificités de celui qui invoque la violence.
Point de vue de la jurisprudence
La jurisprudence a opté pour une appréciation in concreto au vu de la personnalité de la victime. La violence est déterminante, y compris lorsqu’elle est dirigée contre quelqu’un d’autre que le contractant.

#### La menace doit être illégitime
La menace doit être illégitime dans le sens où cette violence ne doit pas être légale.
Par exemple, menacer quelqu'un de porter atteinte à son intégrité physique s'il ne signe pas un contrat.
En revanche, une menace légitime est tout à fait admise, par exemple, menacer quelqu'un de l'assigner en justice, est tout à fait légal, car c'est une voie de droit.
Cependant, même légitime, la menace ne doit pas être disproportionnée, c'est-à-dire si une personne commet un vol, on la menace de l'assigner en justice pour dénoncer son vol, dans le but que l'on puisse profiter de sa faiblesse pour parvenir à ses propres fins.
Par exemple, lui faire signer un contrat de donation à notre profit, par la menace de l'assigner de son vol, pour pouvoir obtenir son consentement de signer le contrat de donation. Il y a alors dans ce cas une menace psychologique, et malgré le fait que cette menace soit légitime, elle est disproportionnée, ce qui entraîne la nullité de ce contrat de donation, en évoquant la violence comme vice.

### L'origine indifférente de la violence
L’origine de la violence est indifférente.

#### La sanction possible du tiers
La violence sera sanctionnée, qu’elle émane du cocontractant ou d’un tiers : c'est là une différence importante avec le dol. Jusqu'à la réforme du droit des contrats en 2016, cette condition était même explicitée par l'article 1111 ancien du Code civil, qui disposait que :

« La violence exercée contre celui qui a contracté l'obligation, est une cause de nullité, encore qu'elle ait été exercée par un tiers autre que celui au profit duquel la convention a été faite. »

Le vice de consentement ne peut cependant être provoqué que par une personne. On peut pourtant imaginer des situations de fait qui vont obliger la personne à conclure le contrat.

#### La violence qui ne résulterait pas d'une personne
Lorsque ce sont des circonstances de fait qui imposent de contracter, on parlera d’état de nécessité. Certaines décisions ont accepté qu’en cas d'état de nécessité, il y avait une violence[réf. nécessaire].
L'arrêt du 30 mai 2000 a fait apparaître au grand jour la notion de contrainte économique. "La transaction peut être attaquée dans tous les cas où il y a violence. La contrainte économique se rattache à la violence et non à la lésion" Toutefois l'arrêt du 3 avril 2002 viendra limiter cette jurisprudence considérée comme dangereuse.
Larousse-Bordas qui a étendu l'état de nécessité à la violence économique. En l’espèce, la Cour de cassation ne considère pas qu’il y ait violence économique, mais elle laisse une place à sa reconnaissance. L’exploitation abusive de la dépendance économique permet de caractériser la violence économique. L’exploitation est le fait d’une personne juridique (physique ou morale), et non une simple considération de fait.

## La violence, délit
Parce que la violence présente un aspect délictuel, il faut, pour qu’elle soit sanctionnée, qu’elle soit illégitime. On pourra de ce fait engager la responsabilité civile de l’auteur de la violence. La victime pourra demander des dommages-intérêts devant les tribunaux.
La victime peut demander l’annulation du contrat, les dommages-intérêts, ou bien les deux, cumulativement.